# Павло Печерський
Павло Печерський або Павло Послушний — український святий, Києво-Печерський чернець.

## Життєпис
Преподобний Павло відбував подвиг у Печерському монастирі наприкінці XIII — на початку XIV ст. Де і коли він народився, хто його родина — невідомо.
До вступу в монастир був неслухняним, але ставши ченцем Печерського монастиря, виконував будь-які доручення, які йому давали. Якщо в преподобного залишався час після виконання монастирських доручень, він або молився Богу, або молов зерно на жорнах. Упокоївся в монастирі.

Його нетлінні мощі знаходяться в Дальніх печерах. В акафісті всім Печерським преподобним про нього сказано: 
|  | «Радуйся, Павле, бо ніколи ти часу не марнував, тому зі струдженими й обтяженими упокоївся» |

.

## Пам'ять
Пам'ять преподобного Павла вшановується 10 вересня в один день з святителем Павлом, єпископом Нікейським (IX ст.).